# Cầm Ngọc Minh
Cầm Ngọc Minh (sinh năm 1959) là một chính khách Việt Nam. Ông nguyên là Phó Bí thư Tỉnh ủy, Chủ tịch Ủy ban nhân dân tỉnh Sơn La khóa XIV, nhiệm kỳ 2016–2021.

## Lý lịch và học vấn
Cầm Ngọc Minh sinh ngày 1 tháng 1 năm 1959, quê quán: xã Quang Huy, huyện Phù Yên, tỉnh Sơn La.
Trình độ:
- Học vấn: Đại học.
- Chuyên môn: Giảng viên Triết học Mác - Lê Nin.
- Lý luận chính trị: Cao cấp;

## Sự nghiệp
Ông từng là Bí thư Huyện ủy Quỳnh Nhai, tỉnh Sơn La.
Chiều ngày 24/9/2010, Đại hội đại biểu Đảng bộ tỉnh Sơn La khóa XIII, nhiệm kỳ 2010-2015 đã bầu Cầm Ngọc Minh giữ chức Phó Bí thư Tỉnh ủy.
Ngày 7/7/2011, tại kỳ họp thứ nhất, Hội đồng nhân dân tỉnh Sơn La khóa XIII, nhiệm kỳ 2011-2016, ông Cầm Ngọc Minh, Phó Bí thư Tỉnh ủy được bầu giữ chức vụ Chủ tịch Uỷ ban nhân dân tỉnh Sơn La.
Ngày 24/9/2015, tại Hội nghị lần thứ nhất Ban Chấp hành Đảng bộ tỉnh Sơn La khóa XIV, nhiệm kỳ 2015-2020, Cầm Ngọc Minh được bầu tái đắc cử chức vụ Phó Bí thư Tỉnh ủy.
Chiều ngày 23/6/2016, tại kỳ họp thứ nhất, Hội đồng nhân dân tỉnh Sơn La khóa XIV, Cầm Ngọc Minh đã tái đắc cử Chủ tịch Ủy ban nhân dân tỉnh Sơn La khóa XIV nhiệm kỳ 2016-2021, với 95,83% số phiếu tín nhiệm.
Cầm Ngọc Minh nghỉ hưu từ ngày 1 tháng 3 năm 2019. Thay thế ông điều hành hoạt động UBND tỉnh Sơn La là bà Tráng Thị Xuân, Phó Chủ tịch Thường trực UBND tỉnh Sơn La.

## Kỷ luật
Ông Cầm Ngọc Minh đã có khuyết điểm, vi phạm trong việc chỉ đạo giao cho một doanh nghiệp thăm dò, khai thác cát trên sông Mã không đúng trình tự, thủ tục theo quy định.
Ngày 26/12/2016, Ủy ban Kiểm tra Trung ương đã có kết luận về vi phạm của Cầm Ngọc Minh, Chủ tịch Ủy ban nhân dân tỉnh Sơn La. Theo đó khuyết điểm, vi phạm của ông Cầm Ngọc Minh đã được khắc phục kịp thời và chưa gây hậu quả, Ủy ban Kiểm tra Trung ương yêu cầu ông và các tổ chức, cá nhân có liên quan nghiêm túc kiểm điểm, rút kinh nghiệm.